# Circassia
La Circassia, conosciuta anche come Čerkessia in russo, è una regione storica del Caucaso. Storicamente comprendeva la parte meridionale dell'attuale territorio di Krasnodar e gran parte dell'interno dell'attuale territorio di Stavropol', ma oggi si riferisce solamente ad una parte delle repubbliche della Karačaj-Circassia, dell'Adighezia e della Cabardino-Balcaria della Federazione Russa. La regione storica prende nome dagli abitanti originari, i Circassi.

## Storia

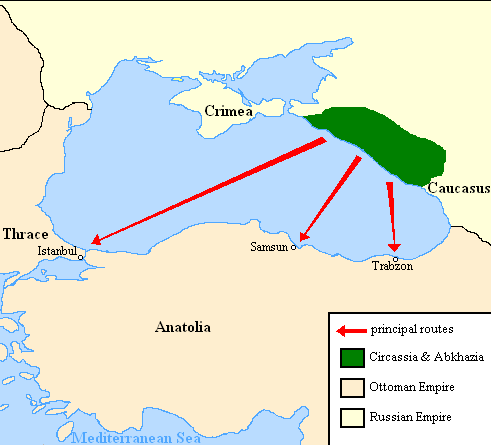
Espulsione dei circassi nel XIX secolo

Dopo la conquista della Circassia da parte dell'Impero russo, e a causa del genocidio circasso avvenuto nel 1864, i circassi sopravvissuti lasciarono la Circassia alla volta dell'Impero ottomano. Contemporaneamente altre popolazioni musulmane del Caucaso – fra le quali i Ceceni, i Daghestani, i Balcari – conobbero deportazioni, persecuzioni ed espulsioni. Questi massacri sono considerati da molti storici tra gli eventi più tragici della storia dei Circassi. A causa delle deportazioni, i Circassi furono ridotti a minoranza nella propria terra storica, la Circassia.
Un quinto degli abitanti dell'Adighezia, regione interamente circondata dal territorio di Krasnodar, sono Circassi.
La diaspora dei Circassi si riferisce alla comunità di persone (e ai loro discendenti) che fu espulsa dalla Circassia storica alla fine del XIX secolo, dopo una serie di guerre contro il dominio della Russia imperiale. Oggi i loro discendenti vivono in varie regioni dell'ex-Impero ottomano, tra cui la Turchia, la Giordania, la Siria, il Libano, il Kosovo (finché furono costretti ad una nuova emigrazione nel 1998, dopo aver ricevuto minacce da parte dell'Esercito di Liberazione del Kossovo dell'etnia albanese), l'Egitto (i Circassi facevano parte dell'esercito mamelucco), ed in Israele (nei paesi di Kfar Kama e Rehaniya, dal 1880), ed anche in luoghi più lontani come l'Upstate New York ed il New Jersey negli Stati Uniti, e l'Europa (Germania e Paesi Bassi).